# سارات الخارجية (بعدان)

تعديل مصدري - تعديل

سارات الخارجية محلة تابعة لقرية سارات، التابعة لعزلة دلال بمديرية بعدان إحدى مديريات محافظة إب في الجمهورية اليمنية، بلغ تعداد سكانها 340 حسب تعداد اليمن لعام 2004.